# Vexillum geronimae
Vexillum geronimae is een slakkensoort uit de familie van de Costellariidae. De wetenschappelijke naam van de soort is voor het eerst geldig gepubliceerd in 2009 door Poppe, Tagaro & Salisbury.